# The Grimmrobe Demos
Albums de Sunn O)))
ØØ Void
(2000)
The Grimmrobe Demos est le premier album du groupe de drone doom américain Sunn O))), sorti en 1999 sur Hydra Head Records. La piste "Dylan Carlson" fait référence à Dylan Carlson, du groupe Earth, dont Sunn O))) est grandement influencé.

## Liste des pistes
1. Black Wedding – 14:59
2. Defeating: Earth's Gravity – 19:17
3. Dylan Carlson – 21:28

## Personnel
- Stephen O'Malley - Guitare, basse
- Greg Anderson (en) - Guitare, basse

## Sources
- Fiche de l'album sur Encyclopaedia Metallum